# Connie Broden
Pour les articles homonymes, voir Broden.
Thomas Connell Broden dit  Connie Broden (né le 6 avril 1932 à Montréal, dans la province de Québec au Canada, et mort le 23 novembre 2013) est un joueur professionnel canadien de hockey sur glace.

## Statistiques
Connie Broden a marqué un total de 515 points en 544 matchs.

### En club
| Saison     | Équipe                    | Ligue           |    | Saison régulière | Saison régulière | Saison régulière | Saison régulière | Saison régulière |   | Séries éliminatoires | Séries éliminatoires | Séries éliminatoires | Séries éliminatoires | Séries éliminatoires |
| Saison     | Équipe                    | Ligue           | PJ | B                | A                | Pts              | Pun              | PJ               | B | A                    | Pts                  | Pun                  |                      |                      |
| 1949-1950  | Royals de Montréal        | LHJQ            | 36 | 7                | 19               | 26               | 14               | 3                | 0 | 1                    | 1                    | 0                    |                      |                      |
| 1950-1951  | Royals de Montréal        | LHJQ            | 29 | 15               | 12               | 27               | 15               | -                | - | -                    | -                    | -                    |                      |                      |
| 1950-1951  | Royals de Montréal        | LHMQ            | 1  | 0                | 0                | 0                | 0                | -                | - | -                    | -                    | -                    |                      |                      |
| 1951-1952  | Canadiens jr. de Montréal | LHJQ            | 39 | 16               | 24               | 40               | 18               | 10               | 5 | 2                    | 7                    | 8                    |                      |                      |
| 1951-1952  | Canadiens jr. de Montréal | Coupe Memorial  | -  | -                | -                | -                | -                | 8                | 5 | 5                    | 10                   | 8                    |                      |                      |
| 1952-1953  | Mohawks de Cincinnati     | LIH             | 57 | 29               | 38               | 67               | 39               | 9                | 4 | 3                    | 7                    | 8                    |                      |                      |
| 1953-1954  | Mohawks de Cincinnati     | LIH             | 59 | 32               | 37               | 69               | 34               | 11               | 3 | 2                    | 5                    | 14                   |                      |                      |
| 1954-1955  | Cataractes de Shawinigan  | LHQ             | 62 | 27               | 35               | 62               | 25               | 13               | 5 | 7                    | 12                   | 15                   |                      |                      |
| 1954-1955  | Cataractes de Shawinigan  | Coupe Édimbourg | -  | -                | -                | -                | -                | 7                | 2 | 1                    | 3                    | 0                    |                      |                      |
| 1955-1956  | Cataractes de Shawinigan  | LHQ             | 61 | 17               | 40               | 57               | 45               | 11               | 2 | 8                    | 10                   | 8                    |                      |                      |
| 1955-1956  | Canadiens de Montréal     | LNH             | 3  | 0                | 0                | 0                | 2                | -                | - | -                    | -                    | -                    |                      |                      |
| 1956-1957  | Cataractes de Shawinigan  | LHQ             | 68 | 20               | 29               | 49               | 32               | -                | - | -                    | -                    | -                    |                      |                      |
| 1956-1957  | Canadiens de Montréal     | LNH             | -  | -                | -                | -                | -                | 6                | 0 | 1                    | 1                    | 0                    |                      |                      |
| 1957-1958  | Canadiens de Montréal     | LNH             | 3  | 2                | 1                | 3                | 0                | 1                | 0 | 0                    | 0                    | 0                    |                      |                      |
| 1957-1958  | Dunlops de Whitby         | EOHL            | 7  | 5                | 9                | 14               | 0                | -                | - | -                    | -                    | -                    |                      |                      |
| 1958-1959  | Canadiens de Hull-Ottawa  | EOHL            | 26 | 11               | 12               | 23               | 40               | 7                | 0 | 4                    | 4                    | 20                   |                      |                      |
| Totaux LNH | Totaux LNH                | Totaux LNH      | 6  | 2                | 1                | 3                | 2                | 7                | 0 | 1                    | 1                    | 0                    |                      |                      |

### En équipe nationale
| Année | Équipe | Événement            | PJ | B  | A | Pts | Pun | Résultats     |
| ----- | ------ | -------------------- | -- | -- | - | --- | --- | ------------- |
| 1958  | Canada | Championnat du monde | 7  | 12 | 7 | 19  | 6   | Médaille d'or |

## Trophée
- Ligue de hockey senior du Québec
  - Trophée William-Northey en 1954-1955.
- Ligue nationale de hockey
  - Coupe Stanley en 1956-1957, 1957-1958
- Coupe du monde de hockey sur glace
  - Médaille d'or en 1958.

## Transactions
- Le 4 juin 1957 : réclamé par Indians de Springfield des Canadiens de Montréal lors du repêchage inter-ligues.
- Le 10 octobre 1957 : droits vendus aux Canadiens de Montréal par les Indians de Springfield.